# Rosenhane
Rosenhane var en svensk adlig ätt. 
Den äldsta säkerställda härstamningen utgår från Göran Johansson (Rosenhane), vilken 1574 var ståthållare på Nyköpings slott.
Det har hävdats att ätten hade sitt ursprung i släkten Tre Rosor, och att det funnits en tidigare tradition om att Jöran Johansson till Torp och Gräfseboda (i Södermanland) varit son till Johan Turesson (Tre Rosor) och hans trolovade Karin Knutsdotter (Roos af Hjelmsäter). Men Jöran Johansson hade med all sannolikhet intet haft att skaffa med den berömda och högättade Johan Turesson, utan har endast genom sin egen duglighet och förtjänst förvärvat sitt adelskap. 
Dennes sonsöner blev friherrar 1652 och 1654. Ätten dog ut på svärdssidan 1812.

## Personer med efternamnet Rosenhane ordnade alfabetiskt
- Beata Rosenhane (1638–1674), uppmärksammad för sin bildning
- Fredrik Bengt Rosenhane (1720–1800), kammarherre och godsägare
- Gustaf Rosenhane (1619–1684), jurist, hovman, troligen författare
- Göran Rosenhane,flera personer
  - Göran Rosenhane (1649-1677), ryttmästare
  - Göran Rosenhane (1678–1754), generalmajor
- Johan Rosenhane, flera personer
  - Johan Rosenhane (1571–1624), ståthållare och godsägare
  - Johan Rosenhane (1611–1661), landshövding, riksråd och hovrättsråd
  - Johan Rosenhane (1642–1710), president i Wismarska tribunalet
- Schering Rosenhane, flera personer
  - Schering Rosenhane (1609–1663), författare
  - Schering Rosenhane (1685–1738), generalmajor
  - Schering Rosenhane (1754–1812), ämbetsman och historisk författare
- Sophia Rosenhane (1757–1837), mecenat

## Stamträd (urval)
- Johan Rosenhane (1571–1624), ståthållare och godsägare
  - Schering Rosenhane (1609–1663), författare
    - Axel Rosenhane (1637–1685), landshövding
      - Göran Rosenhane (1678–1754), generalmajor

    - Beata Rosenhane (1638–1674), uppmärksammad för sin bildning
    - Johan Rosenhane (1642–1710), president i Wismarska tribunalet
    - Göran Rosenhane (1649–1677), ryttmästare
    - Fredrik Rosenhane (1653–1709), slottsherre
      - Schering Rosenhane (1685–1738), generalmajor
        - Fredrik Bengt Rosenhane (1720–1800), kammarherre och godsägare
          - Schering Rosenhane (1754–1812), ämbetsman och historisk författare
          - Sophia Rosenhane (1757–1837), mecenat

  - Johan Rosenhane (1611–1661), landshövding, riksråd och hovrättsråd
  - Gustaf Rosenhane (1619–1684), jurist, hovman, troligen författare